# Václav Volek
Václav Volek (* 26. července 1923) je bývalý český fotbalista, útočník.

## Fotbalová kariéra
V československé lize hrál za SK Viktoria Plzeň, Technomat Teplice a Armaturku Ústí nad Labem. Dal 22 ligových gólů.

## Ligová bilance
| Ročník                                     | Zápasy | Góly | Klub                     |
| ------------------------------------------ | ------ | ---- | ------------------------ |
| Národní liga 1943/44                       | -      | 0    | SK Viktoria Plzeň        |
| Státní liga 1946/47                        | -      | 5    | SK Viktoria Plzeň        |
| Státní liga 1947/48                        | -      | 7    | SK Viktoria Plzeň        |
| Státní liga 1948                           | 9      | 3    | Technomat Teplice        |
| Celostátní československé mistrovství 1949 | 14     | 5    | Technomat Teplice        |
| Mistrovství československé republiky 1952  | -      | 2    | Armaturka Ústí nad Labem |
| CELKEM                                     | -      | 22   |                          |